# Константинопольский, Григорий Михайлович
Григорий Михайлович Константинопольский (род. 29 января 1964, Москва) — российский киноактёр, кинорежиссёр, сценарист, кинопродюсер, композитор и художник.

## Биография
Григорий Константинопольский родился 29 января 1964 года в Москве в семье учителей. В 1985 году окончил Ярославский театральный институт (мастерская В. С. Нельский, отделение — актёр драматического театра и кино»), в 1990 году — ВКСР при Госкино СССР (мастерская Р. А. Быкова, отделение — режиссёр игрового кино).
С 1992 года работал в рекламе и шоу-бизнесе, выступив режиссёром ряда музыкальных клипов: «Вовочка» группы «Pep-See», «Мал-помалу» Аллы Пугачёвой, «Буратино» и «Шире шаг!» группы «Тайм-аут», «Однажды мир прогнётся под нас» группы «Машина времени» и многих других. Снял более трёхсот музыкальных роликов.
В 1996 году в качестве композитора и исполнителя песен записал альбом «Матильда и вампиры» (совместно с группами «Моральный кодекс» и «Неприкасаемые»).
В 1999 году снял свой дебютный полнометражный фильм «Восемь с половиной долларов». Журнал «Афиша» поместил фильм в свой список «100 главных русских фильмов 1992—2013».
В 2001 году снял на телеканале «РЕН ТВ» короткометражный фильм «Гипноз».
В 2008 году снял полнометражный фильм «В Гостях у $kazki» (кинокомпания «Амедиа»). Фильм был снят, смонтирован, но работа над ним приостановлена решением руководства кинокомпании.
В 2009 году снял полнометражный фильм «Кошечка», где выступил как режиссёр, сценарист, а также продюсер (совместно с Андреем Новиковым).
В 2011 году снял полнометражный фильм «Самка», где выступил как режиссёр, сценарист, продюсер (совместно с Сергеем Сельяновым и Александром Стриженовым), а также как художник и композитор. Выпустил в прокат обновлённую и отреставрированную версию фильма «8 ½ $» в формате 3D. Фильм был номинирован на премию «Золотой орёл» в категории «Лучшая операторская работа».
В 2016 году снял четырёхсерийный фильм «Пьяная фирма», производство телеканала «ТНТ». Телесериал получил награду в номинации «Лучший телевизионный фильм / сериал» и номинацию в категории «Лучшая сценарная работа» Ассоциации продюсеров кино и телевидения (АПКиТ).
В 2018 году снял полнометражный художественный фильм «Русский бес».
В 2019 году снял полнометражный художественный фильм «Гроза» по одноимённой пьесе Александра Николаевича Островского.

В ноябре 2022 года фильм «Клипмейкеры» стал одним из 10 российских фильмов, включённых в основную конкурсную программу первого фестиваль авторского кино «Зимний».
- «Космическая одиссея 2001 года»
- «Большой Лебовски»
- «Солярис»
- «Листомания»
- «Женитьба Бальзаминова»
- «Несколько дней из жизни И. И. Обломова»
- «Бегущий по лезвию»
- «Калина красная»
- «Амадей»
- «Весь этот джаз»
- «Крёстный отец»
- «Маленький большой человек»
- «Афера»
- «Буч Кэссиди и Сандэнс Кид»
- «Бразилия»
- «Багси Мэлоун»

## Фильмография
| 1985 | Город невест                      |           |           |           | зелёная ✓ | Шакин                       |
| 1989 | Утоли моя печали                  |           |           |           | зелёная ✓ | хиппи «Генерал»             |
| 1988 | Красные слоны                     | зелёная ✓ | зелёная ✓ |           |           |                             |
| 1991 | Знаменитости на Тюдор-стрит       |           |           |           | зелёная ✓ | портрет на стене            |
| 1991 | Звезда микрорайона                |           | зелёная ✓ |           |           |                             |
| 1991 | Знаменитости на Тюдор-стрит       |           |           |           | зелёная ✓ |                             |
| 1992 | Дюба-дюба                         |           |           |           | зелёная ✓ | Виктор                      |
| 1999 | 8 ½ $                             | зелёная ✓ | зелёная ✓ |           | зелёная ✓ | камео                       |
| 2000 | Чёрная комната (новелла «Гипноз») | зелёная ✓ | зелёная ✓ |           |           |                             |
| 2000 | Право на выбор                    |           |           |           | зелёная ✓ | Григорий                    |
| 2001 | Гипноз (короткометражка)          | зелёная ✓ | зелёная ✓ |           |           |                             |
| 2006 | Неваляшка                         |           | зелёная ✓ |           |           |                             |
| 2009 | Кошечка                           | зелёная ✓ | зелёная ✓ | зелёная ✓ | зелёная ✓ | Боль                        |
| 2010 | Самка                             | зелёная ✓ | зелёная ✓ | зелёная ✓ | зелёная ✓ | охотник                     |
| 2016 | Пьяная фирма                      | зелёная ✓ | зелёная ✓ |           | зелёная ✓ | Селезнёв                    |
| 2018 | Русский Бес                       | зелёная ✓ | зелёная ✓ | зелёная ✓ | зелёная ✓ | Чёрный человек              |
| 2018 | Русское краткое. Выпуск 1         | зелёная ✓ | зелёная ✓ | зелёная ✓ | зелёная ✓ | фотограф                    |
| 2019 | Гроза                             | зелёная ✓ | зелёная ✓ |           |           |                             |
| 2020 | Мёртвые души                      | зелёная ✓ |           |           | зелёная ✓ | Борис Гребенщиков, музыкант |
| 2022 | Клипмейкеры                       | зелёная ✓ | зелёная ✓ |           |           |                             |

### Композитор
- 2011 — Самка
- 2016 — Пьяная фирма
- 2017 — Олеся (короткометражный)
- 2019 — Гроза

### Художник
- 2011 — Самка

## Награды
- 1991 — 41-й МКФ в Берлине (участие в программе «Panorama»; фильм «Звезда микрорайона»).[26]
- 1996 — Гран-при фестиваля рекламы и клипов «Поколение-96» за клип «Вовочка» группы «Pep-See» [источник не указан 47 дней].
- 1999 — Национальная премия «Золотой Овен» в номинации «Дебют года» (фильм «8 ½ $»).[27][28]
- 1999 — Национальная премия «Белый слон» в номинации «Лучший режиссёрский дебют» (фильм «8 ½ $»).[29][30]
- 2009 — Фильм закрытия на кинофестивале «Кинотавр» (фильм «Кошечка»)[31]:[32]
  - Приз имени Саввы Кулиша «За творческий поиск».[33]
  - Приз Гильдии киноведов и кинокритиков России.[34][35]
- 2017 — Награда в номинации «Лучший телевизионный фильм / сериал» Ассоциации продюсеров кино и телевидения (АПКиТ) за мини-сериал «Пьяная фирма».[36]
- 2017 — Номинация в категории «Лучшая сценарная работа» Ассоциации продюсеров кино и телевидения (АПКиТ) за мини-сериал «Пьяная фирма»[21].
- 2017 — Номинация на премию ТЭФИ за лучшую режиссуру (мини-сериал «Пьяная фирма»).[37]
- 2017 — Сценарная премия «Слово» имени Валентина Черных за Лучший сценарий телевизионного фильма (мини-сериал «Пьяная фирма»)[38].
- 2018 — Кинофестиваль «Кинотавр» — приз за лучшую режиссуру (фильм «Русский Бес»).[39]
- 2019 — Премия второго кинофестиваля российского кино в Италии — Premio Felix в номинации «Лучший фильм»[40].